# Palm Springs (film)
A Palm Springs 2020-ban bemutatott amerikai romantikus filmvígjáték, amelyet Andy Siara forgatókönyvéből – rendezői debütálásaként – Max Barbakow rendezett. A főszerepekben Andy Samberg (aki a film egyik producere is volt), Cristin Milioti, J. K. Simmons, Peter Gallagher és Meredith Hagner látható.
Az Amerikai Egyesült Államokban 2020. július 10-én debütált a Hulun. Magyarországon 2020. szeptember 3-án mutatták be a mozikban.

## Cselekmény
November 9-én Nyles barátnője, Misty mellett ébred fel barátaik, Tala és Abe esküvője napján Palm Springsben. Az esküvőn rögtönzöttnek tűnő beszédet mond Tala nővérének, a részeg Sarah-nak. Nyles és Sarah közelebb kerülnek egymáshoz. Nyles tudomást szerez barátnője hűtlenségéről, ezért lefekszik Sarah-val, de egy Roy nevű idősebb férfi vállon lövi egy íjpuskával. A férfi megsebesülve egy borostyánfényes barlangba kúszik és figyelmezteti Sarah-t, ne kövesse őt, de a nő utána megy és beszippantja egy örvény.
Sarah ismét november 9-én ébred fel az ágyában. Miután szembeszegül Nylesszal, a férfi elmagyarázza, hogy időhurokba kerültek. Sarah több módon is meg akarja szakítani azt, például hazautazik vagy öngyilkosságot követ el, de így is a hurokban maradnak. Nyles és Sarah több napot is eltöltenek egymással, gyakran egy ház medencéjében pihenve, melynek lakói nyaraláson vannak. Nyles elárulja, Roy családos ember, aki Irvine-ban él és őt is beszippantotta a hurok. Nyles elmeséli, korábban hogyan buliztak és drogoztak Roy-jal. Roy azt kívánta, sose érjen véget az éjszaka, ezért Nyles megmutatta neki a barlangot. Roy Nylest hibáztatja a történtekért és időnként Palm Springsbe jön, bosszút állni Nyles-on.
Sok időhurok után Nyles és Sarah a sivatagban táboroznak, ahol dinoszauruszokat látnak. Másnap Abe, a vőlegény felébreszti Sarah-t, és azt tanácsolja neki, hagyja el a szobáját (miután november 8-án együtt töltötték az éjszakát). A bűntudatban szenvedő Sarah nem hajlandó beszélni Nylesszel az előző estéjükről. Autóba ülnek, de Roy követi őket egy rendőrautóval, rendőri egyenruhába öltözve. Sarah a rendőrautóval elgázolja Royt és egy vita után Nyles beismeri, sokszor lefeküdt már Sarah-val, mielőtt ő is időhurokba került. Emiatt Sarah egy teherautó elé veti magát, ezért újraindul a nap.
A következő újraindult nap után Nyles Sarah-t keresi, mert bocsánatot akar kérni, de nem találja. Nyles Abe párnáin érzi Sarah illatát és rájön, Sarah és Abe az esküvő előtti éjszakán ágyba bújtak egymással. Az esküvő alatt Nyles és Abe összeverekednek. Nyles rájön, szereti Sarah-t. Irvine-ba utazik, hogy beszéljen Roy-jal: a férfi szerint az élete egyszerre tökéletes és tökéletlen is, hiszen örökre a tökéletes napon él, de soha nem fogja látni gyermekeit felnőni. Roy azt mondja, soha többé nem szabad találkozniuk, de Nyles utoljára azt kéri, ölje meg őt.
Sarah konfrontálódik Abe-bel a kapcsolatuk miatt. Sarah ezután elhatározza, elhagyja az időhurkot, ennek érdekében sok napot tölt el egy étkezőben kvantumfizikát tanulva. Kipróbálja azt az elméletét, hogy egy robbanóanyaggal megpakolt kecskét küld a barlangba. A következő újraindult napon a kecske eltűnik, tehát a kísérlet sikerült. Sarah felébreszti Nylest, és elmondja neki, hogyan lehet kikerülni az időhurokból. Nyles beismeri, szereti Sarah-t, de örökké az időhurokban akar maradni. Sarah viszont a távozást választja. Az egyedül hagyott Nyles szakít Mistyvel.
Sarah részt vesz az esküvőn és szívből fakadó beszédet mond Talának, majd a robbanóanyaggal a barlangba megy. Nyles úgy dönt, ő is vele tart. Sarah, miközben megnyomja a gombot, megcsókolja Nylest. Nyles és Sarah ismét az üres medencében pihennek. Mint kiderül, november 10-e van, tehát a terv sikerült.
A stáblista közepén Roy megkeresi Nylest, de ő nem ismeri fel Royt. Roy rájön, hogy a fiatalok terve bevált és elmosolyodik.

## Szereplők
| Szereplő                              | Színész             | Magyar hang        | Leírás                                                 |
| ------------------------------------- | ------------------- | ------------------ | ------------------------------------------------------ |
| Nyles                                 | Andy Samberg        | Hevér Gábor        | Misty barátja és Sarah szerelme.                       |
| Sarah Wilder                          | Cristin Milioti     | Bogdányi Titanilla | Tala testvére, Howard lánya és Nyles szerelme.         |
| Roy                                   | J. K. Simmons       | Barbinek Péter     | Egy idős férfi, aki időhurokba kerül.                  |
| Howard Wilder                         | Peter Gallagher     | Rosta Sándor       | Tara és Sarah apja, Pia férje.                         |
| Misty                                 | Meredith Hagner     |                    | Nyles barátnője, Sarah barátja és Tala koszorúslánya.  |
| Tala Anne Wilder                      | Camila Mendes       | Sipos Eszter Anna  | Abe menyasszonya, Sarah testvére, Howard és Pia lánya. |
| Abraham Eugene Trent "Abe" Schlieffen | Tyler Hoechlin      | Láng Balázs        | Tala vőlegénye, Naná unokája.                          |
| Trevor                                | Chris Pang          | Hamvas Dániel      | Esküvői pap.                                           |
| Pia Wilder                            | Jacqueline Obradors | Sági Tímea         | Tara anyja, Howard felesége.                           |
| Nana Schlieffen                       | June Squibb         | Bókai Mária        | Abe nagymamája.                                        |

## Gyártás
Andy Siara a forgatókönyv első vázlatát az AFI filmhallgatójaként írta. Míg az időhurok fontos kiindulópont volt a romantikus vígjátékban, Barbakow és Siara tudták, hogy el kell határolniuk forgatókönyvüket a filmtől. Ez oda vezetett, hogy Nyles már a film kezdetén időhurokba keveredett, így a film Siara szerint "egy nem létező film folytatása" lett, majd Sarah-t adta hozzá a hurok második karaktereként, amely navigációs pontként szolgál a közönség számára.
A projektet 2018 novemberében jelentették be, miután jóváhagyták a kaliforniai forgatást, de nem Palm Springsben forgatták, hanem Los Angeles területén. 2018-ban az is kiderült, hogy Andy Samberg lesz a film főszereplője. 2019 márciusában Cristin Milioti és JK Simmons csatlakozott a stábhoz.  Camila Mendes pedig áprilisban.
A forgatás 2019 áprilisában kezdődött.

## Bemutatás
A Palm Springs világpremierje a Sundance Filmfesztiválon volt 2020. január 26-án.
A filmet az Egyesült Államokban digitálisan a Hulun és néhány autós moziban mutatták be 2020. július 10-én.